# نیکلاس کیرکلوکه
نیکلاس کیرکلوکه (دانمارکی: Niclas Kirkeløkke؛ زادهٔ ۲۶ مارس ۱۹۹۴) بازیکن هندبال اهل دانمارک است.